# Chiasmocleis papachibe
Chiasmocleis papachibe es una especie de anfibio anuro de la familia Microhylidae.

## Distribución geográfica
Esta especie es endémica del municipio de Paragominas en el estado de Pará, Brasil.

## Descripción
La muestra masculina observada en la descripción original mide 24.8 mm y las 2 muestras femeninas observadas en la descripción original miden de 28.8 mm a 32.6 mm.

## Etimología
El nombre específico papachibe proviene de Papa-Chibé, el que come Chibé, un plato tradicional hecho de yuca macerado en agua. El término Papa-Chibe se usa coloquialmente para describir a aquellos que son nativos del Estado de Pará.

## Publicación original
- Peloso, Sturaro, Forlani, Gaucher, Motta & Wheeler, 2014 : Phylogeny, taxonomic revision, and character evolution of the genera Chiasmocleis and Syncope (Anura, Microhylidae) in Amazonia, with descriptions of three new species. Bulletin of the American Museum of Natural History, n.º 136, p. 1–96[3]